# Football League First Division
La Football League First Division fue entre 1888 y 1992 la máxima categoría del fútbol en Inglaterra. Tras la creación en 1992 de la Premier League la First Division se convirtió en la segunda categoría del fútbol inglés hasta que finalmente fue disuelta en 2004 y reemplazada por la Football League Championship como 2.º nivel.

## Historia
La Football League fue fundada en 1888 por el director del Aston Villa Charlie Fossey. Originalmente consistía en una única categoría de 12 clubes (Accrington, Aston Villa, Blackburn Rovers, Bolton Wanderers, Burnley, Derby County, Everton, Notts County, Preston North End, Stoke City, West Bromwich Albion y Wolverhampton Wanderers) conocida simplemente como The Football League.
Cuando la League y su rival la Football Alliance se unieron se separó la liga en dos categorías; la League original se amplió con los dos mejores clubes de la Alliance y se renombró First Division, mientras que el resto de clubes de Alliance fueron incluidos en la Second Division.
Durante los siguientes 100 años la Football League First Division fue la máxima categoría del fútbol inglés. 23 clubes diferentes se proclamaron campeones, siendo el Nottingham Forest Football Club el club con más entorchados con 32.
En 1992 los 22 clubes participantes en First Division resignaron en bloque y crearon la Premier League, que desde entonces se convirtió en la máxima categoría de Inglaterra. La First Division se convirtió entonces en la segunda categoría inglesa hasta que en 2004 fue disuelta, creándose en su lugar la Football League Championship.

## Formato

### Equipos
| 1era temporada | Última temporada | N.º de Clubes | Nivel en la pirámide |
| -------------- | ---------------- | ------------- | -------------------- |
| 1888/89        | 1890/91          | 12            | Primero              |
| 1891/92        | 1891/92          | 14            | Primero              |
| 1892/93        | 1897/98          | 16            | Primero              |
| 1898/99        | 1904/05          | 18            | Primero              |
| 1905/06        | 1914/15          | 20            | Primero              |
| 1919/20        | 1986/87          | 22            | Primero              |
| 1987/88        | 1987/88          | 21            | Primero              |
| 1988/89        | 1990/91          | 20            | Primero              |
| 1991/92        | 1991/92          | 22            | Primero              |
| 1992/93        | 2003/04          | 24            | Segundo              |

## Palmarés

### Como máxima categoría
| Temporada | Campeón                                  | Subcampeón                               | Tercero                                  |
| --------- | ---------------------------------------- | ---------------------------------------- | ---------------------------------------- |
| 1888/89   | Preston North End (1)                    | Aston Villa                              | Wolverhampton Wanderers                  |
| 1889/90   | Preston North End (2)                    | Everton                                  | Blackburn Rovers                         |
| 1890/91   | Everton (1)                              | Preston North End                        | Notts County                             |
| 1891/92   | Sunderland (1)                           | Preston North End                        | Bolton Wanderers                         |
| 1892/93   | Sunderland (2)                           | Preston North End                        | Everton                                  |
| 1893/94   | Aston Villa (1)                          | Sunderland                               | Derby County                             |
| 1894/95   | Sunderland (3)                           | Everton                                  | Aston Villa                              |
| 1895/96   | Aston Villa (2)                          | Derby County                             | Everton                                  |
| 1896/97   | Aston Villa (3)                          | Sheffield United                         | Derby County                             |
| 1897/98   | Sheffield United (1)                     | Sunderland                               | Wolverhampton Wanderers                  |
| 1898/99   | Aston Villa (4)                          | Liverpool                                | Burnley                                  |
| 1899/00   | Aston Villa (5)                          | Sheffield United                         | Sunderland                               |
| 1900/01   | Liverpool (1)                            | Sunderland                               | Notts County                             |
| 1901/02   | Sunderland (4)                           | Everton                                  | Newcastle United                         |
| 1902/03   | The Wednesday (1)                        | Aston Villa                              | Sunderland                               |
| 1903/04   | The Wednesday (2)                        | Manchester City                          | Everton                                  |
| 1904/05   | Newcastle United (1)                     | Everton                                  | Manchester City                          |
| 1905/06   | Liverpool (2)                            | Preston North End                        | The Wednesday                            |
| 1906/07   | Newcastle United (2)                     | Bristol City                             | Everton                                  |
| 1907/08   | Manchester United (1)                    | Aston Villa                              | Manchester City                          |
| 1908/09   | Newcastle United (3)                     | Everton                                  | Sunderland                               |
| 1909/10   | Aston Villa (6)                          | Liverpool                                | Blackburn Rovers                         |
| 1910/11   | Manchester United (2)                    | Aston Villa                              | Sunderland                               |
| 1911/12   | Blackburn Rovers (1)                     | Everton                                  | Newcastle United                         |
| 1912/13   | Sunderland (5)                           | Aston Villa                              | The Wednesday                            |
| 1913/14   | Blackburn Rovers (2)                     | Aston Villa                              | Middlesbrough                            |
| 1914/15   | Everton (2)                              | Oldham Athletic                          | Blackburn Rovers                         |
| 1915/16   | Suspendido por la Primera Guerra Mundial | Suspendido por la Primera Guerra Mundial | Suspendido por la Primera Guerra Mundial |
| 1916/17   | Suspendido por la Primera Guerra Mundial | Suspendido por la Primera Guerra Mundial | Suspendido por la Primera Guerra Mundial |
| 1917/18   | Suspendido por la Primera Guerra Mundial | Suspendido por la Primera Guerra Mundial | Suspendido por la Primera Guerra Mundial |
| 1918/19   | Suspendido por la Primera Guerra Mundial | Suspendido por la Primera Guerra Mundial | Suspendido por la Primera Guerra Mundial |
| 1919/20   | West Bromwich Albion (1)                 | Burnley                                  | Chelsea                                  |
| 1920/21   | Burnley (1)                              | Manchester City                          | Bolton Wanderers                         |
| 1921/22   | Liverpool (3)                            | Tottenham Hotspur                        | Burnley                                  |
| 1922/23   | Liverpool (4)                            | Sunderland                               | Huddersfield Town                        |
| 1923/24   | Huddersfield Town (1)                    | Cardiff City                             | Sunderland                               |
| 1924/25   | Huddersfield Town (2)                    | West Bromwich Albion                     | Bolton Wanderers                         |
| 1925/26   | Huddersfield Town (3)                    | Arsenal                                  | Sunderland                               |
| 1926/27   | Newcastle United (4)                     | Huddersfield Town                        | Sunderland                               |
| 1927/28   | Everton (3)                              | Huddersfield Town                        | Leicester City                           |
| 1928/29   | The Wednesday (3)                        | Leicester City                           | Aston Villa                              |
| 1929/30   | Sheffield Wednesday (4)                  | Derby County                             | Manchester City                          |
| 1930/31   | Arsenal (1)                              | Aston Villa                              | Sheffield Wednesday                      |
| 1931/32   | Everton (4)                              | Arsenal                                  | Sheffield Wednesday                      |
| 1932/33   | Arsenal (2)                              | Aston Villa                              | Sheffield Wednesday                      |
| 1933/34   | Arsenal (3)                              | Huddersfield Town                        | Tottenham Hotspur                        |
| 1934/35   | Arsenal (4)                              | Sunderland                               | Sheffield Wednesday                      |
| 1935/36   | Sunderland (6)                           | Derby County                             | Huddersfield Town                        |
| 1936/37   | Manchester City (1)                      | Charlton Athletic                        | Arsenal                                  |
| 1937/38   | Arsenal (5)                              | Wolverhampton Wanderers                  | Preston North End                        |
| 1938/39   | Everton (5)                              | Wolverhampton Wanderers                  | Charlton Athletic                        |
| 1939/40   | Suspendido por la Segunda Guerra Mundial | Suspendido por la Segunda Guerra Mundial | Suspendido por la Segunda Guerra Mundial |
| 1940/41   | Suspendido por la Segunda Guerra Mundial | Suspendido por la Segunda Guerra Mundial | Suspendido por la Segunda Guerra Mundial |
| 1941/42   | Suspendido por la Segunda Guerra Mundial | Suspendido por la Segunda Guerra Mundial | Suspendido por la Segunda Guerra Mundial |
| 1942/43   | Suspendido por la Segunda Guerra Mundial | Suspendido por la Segunda Guerra Mundial | Suspendido por la Segunda Guerra Mundial |
| 1943/44   | Suspendido por la Segunda Guerra Mundial | Suspendido por la Segunda Guerra Mundial | Suspendido por la Segunda Guerra Mundial |
| 1944/45   | Suspendido por la Segunda Guerra Mundial | Suspendido por la Segunda Guerra Mundial | Suspendido por la Segunda Guerra Mundial |
| 1945/46   | Suspendido por la Segunda Guerra Mundial | Suspendido por la Segunda Guerra Mundial | Suspendido por la Segunda Guerra Mundial |
| 1946/47   | Liverpool (5)                            | Manchester United                        | Wolverhampton Wanderers                  |
| 1947/48   | Arsenal (6)                              | Manchester United                        | Burnley                                  |
| 1948/49   | Portsmouth (1)                           | Manchester United                        | Sunderland                               |
| 1949/50   | Portsmouth (2)                           | Wolverhampton Wanderers                  | Sunderland                               |
| 1950/51   | Tottenham Hotspur (1)                    | Manchester United                        | Blackpool                                |
| 1951/52   | Manchester United (3)                    | Tottenham Hotspur                        | Arsenal                                  |
| 1952/53   | Arsenal (7)                              | Preston North End                        | Wolverhampton Wanderers                  |
| 1953/54   | Wolverhampton Wanderers (1)              | West Bromwich Albion                     | Huddersfield Town                        |
| 1954/55   | Chelsea (1)                              | Wolverhampton Wanderers                  | Portsmouth                               |
| 1955/56   | Manchester United (4)                    | Blackpool                                | Wolverhampton Wanderers                  |
| 1956/57   | Manchester United (5)                    | Tottenham Hotspur                        | Preston North End                        |
| 1957/58   | Wolverhampton Wanderers (2)              | Preston North End                        | Tottenham Hotspur                        |
| 1958/59   | Wolverhampton Wanderers (3)              | Manchester United                        | Arsenal                                  |
| 1959/60   | Burnley (2)                              | Wolverhampton Wanderers                  | Tottenham Hotspur                        |
| 1960/61   | Tottenham Hotspur (2)                    | Sheffield Wednesday                      | Wolverhampton Wanderers                  |
| 1961/62   | Ipswich Town (1)                         | Burnley                                  | Tottenham Hotspur                        |
| 1962/63   | Everton (6)                              | Tottenham Hotspur                        | Burnley                                  |
| 1963/64   | Liverpool (6)                            | Manchester United                        | Everton                                  |
| 1964/65   | Manchester United (6)                    | Leeds United                             | Chelsea                                  |
| 1965/66   | Liverpool (7)                            | Leeds United                             | Burnley                                  |
| 1966/67   | Manchester United (7)                    | Nottingham Forest                        | Tottenham Hotspur                        |
| 1967/68   | Manchester City (2)                      | Manchester United                        | Liverpool                                |
| 1968/69   | Leeds United (1)                         | Liverpool                                | Everton                                  |
| 1969/70   | Everton (7)                              | Leeds United                             | Chelsea                                  |
| 1970/71   | Arsenal (8)                              | Leeds United                             | Tottenham Hotspur                        |
| 1971/72   | Derby County (1)                         | Leeds United                             | Liverpool                                |
| 1972/73   | Liverpool (8)                            | Arsenal                                  | Leeds United                             |
| 1973/74   | Leeds United (2)                         | Liverpool                                | Derby County                             |
| 1974/75   | Derby County (2)                         | Liverpool                                | Ipswich Town                             |
| 1975/76   | Liverpool (9)                            | Queens Park Rangers                      | Manchester United                        |
| 1976/77   | Liverpool (10)                           | Manchester City                          | Ipswich Town                             |
| 1977/78   | Nottingham Forest (1)                    | Liverpool                                | Everton                                  |
| 1978/79   | Liverpool (11)                           | Nottingham Forest                        | West Bromwich Albion                     |
| 1979/80   | Liverpool (12)                           | Manchester United                        | Ipswich Town                             |
| 1980/81   | Aston Villa (7)                          | Ipswich Town                             | Arsenal                                  |
| 1981/82   | Liverpool (13)                           | Ipswich Town                             | Manchester United                        |
| 1982/83   | Liverpool (14)                           | Watford                                  | Manchester United                        |
| 1983/84   | Liverpool (15)                           | Southampton                              | Nottingham Forest                        |
| 1984/85   | Everton (8)                              | Liverpool                                | Tottenham Hotspur                        |
| 1985/86   | Liverpool (16)                           | Everton                                  | West Ham United                          |
| 1986/87   | Everton (9)                              | Liverpool                                | Tottenham Hotspur                        |
| 1987/88   | Liverpool (17)                           | Manchester United                        | Nottingham Forest                        |
| 1988/89   | Arsenal (9)                              | Liverpool                                | Nottingham Forest                        |
| 1989/90   | Liverpool (18)                           | Aston Villa                              | Tottenham Hotspur                        |
| 1990/91   | Arsenal (10)                             | Liverpool                                | Crystal Palace                           |
| 1991/92   | Leeds United (3)                         | Manchester United                        | Sheffield Wednesday                      |

### Como segunda categoría
| Temporada | Campeón           | Subcampeón           | Ganador Play-off        |
| --------- | ----------------- | -------------------- | ----------------------- |
| 1992/93   | Newcastle United  | West Ham United      | Swindon Town            |
| 1993/94   | Crystal Palace    | Nottingham Forest    | Leicester City          |
| 1994/95   | Middlesbrough     | Reading              | Bolton Wanderers        |
| 1995/96   | Sunderland        | Derby County         | Leicester City          |
| 1996/97   | Bolton Wanderers  | Barnsley             | Crystal Palace          |
| 1997/98   | Nottingham Forest | Middlesbrough        | Charlton Athletic       |
| 1998/99   | Sunderland        | Bradford City        | Watford                 |
| 1999/00   | Charlton Athletic | Manchester City      | Ipswich Town            |
| 2000/01   | Fulham            | Blackburn Rovers     | Bolton Wanderers        |
| 2001/02   | Manchester City   | West Bromwich Albion | Birmingham City         |
| 2002/03   | Portsmouth        | Leicester City       | Wolverhampton Wanderers |
| 2003/04   | Norwich City      | West Bromwich Albion | Crystal Palace          |

## Tabla de goleadores

### Como máxima categoría
| Temporada | Máximo goleador                          | Club                                     | Goles                                    |
| --------- | ---------------------------------------- | ---------------------------------------- | ---------------------------------------- |
| 1888/89   | John Goodall                             | Preston North End                        | 21                                       |
| 1889/90   | Jimmy Ross                               | Preston North End                        | 24                                       |
| 1890/91   | Jack Southworth                          | Blackburn Rovers                         | 26                                       |
| 1891/92   | John Campbell                            | Sunderland                               | 32                                       |
| 1892/93   | John Campbell                            | Sunderland                               | 31                                       |
| 1893/94   | Jack Southworth                          | Everton                                  | 27                                       |
| 1894/95   | John Campbell                            | Sunderland                               | 22                                       |
| 1895/96   | Johnny Campbell Steve Bloomer            | Aston Villa Derby County                 | 20                                       |
| 1896/97   | Steve Bloomer                            | Derby County                             | 22                                       |
| 1897/98   | Fred Wheldon                             | Aston Villa                              | 21                                       |
| 1898/99   | Steve Bloomer                            | Derby County                             | 23                                       |
| 1899/00   | Billy Garraty                            | Aston Villa                              | 27                                       |
| 1900/01   | Steve Bloomer                            | Derby County                             | 23                                       |
| 1901/02   | Jimmy Settle                             | Everton                                  | 18                                       |
| 1902/03   | Sam Raybould                             | Liverpool                                | 31                                       |
| 1903/04   | Steve Bloomer                            | Derby County                             | 20                                       |
| 1904/05   | Arthur Brown                             | Sheffield United                         | 22                                       |
| 1905/06   | Albert Shepherd                          | Bolton Wanderers                         | 26                                       |
| 1906/07   | Alex Young                               | Everton                                  | 30                                       |
| 1907/08   | Enoch West                               | Nottingham Forest                        | 27                                       |
| 1908/09   | Bert Freeman                             | Everton                                  | 38                                       |
| 1909/10   | Jack Parkinson                           | Liverpool                                | 30                                       |
| 1910/11   | Albert Shepherd                          | Newcastle United                         | 25                                       |
| 1911/12   | Harry Hampton George Holley David McLean | Aston Villa Sunderland The Wednesday     | 25                                       |
| 1912/13   | David McLean                             | The Wednesday                            | 30                                       |
| 1913/14   | George Elliot                            | Middlesbrough                            | 32                                       |
| 1914/15   | Bobby Parker                             | Everton                                  | 35                                       |
| 1915/16   | Suspendido por la Primera Guerra Mundial | Suspendido por la Primera Guerra Mundial | Suspendido por la Primera Guerra Mundial |
| 1916/17   | Suspendido por la Primera Guerra Mundial | Suspendido por la Primera Guerra Mundial | Suspendido por la Primera Guerra Mundial |
| 1917/18   | Suspendido por la Primera Guerra Mundial | Suspendido por la Primera Guerra Mundial | Suspendido por la Primera Guerra Mundial |
| 1918/19   | Suspendido por la Primera Guerra Mundial | Suspendido por la Primera Guerra Mundial | Suspendido por la Primera Guerra Mundial |
| 1919/20   | Fred Morris                              | West Bromwich Albion                     | 37                                       |
| 1920/21   | Joe Smith                                | Bolton Wanderers                         | 38                                       |
| 1921/22   | Andy Wilson                              | Middlesbrough                            | 31                                       |
| 1922/23   | Charlie Buchan                           | Sunderland                               | 30                                       |
| 1923/24   | Wilf Chadwick                            | Everton                                  | 28                                       |
| 1924/25   | Frank Roberts                            | Manchester City                          | 31                                       |
| 1925/26   | Ted Harper                               | Blackburn Rovers                         | 43                                       |
| 1926/27   | Jimmy Trotter                            | The Wednesday                            | 37                                       |
| 1927/28   | Dixie Dean                               | Everton                                  | 60                                       |
| 1928/29   | Dave Halliday                            | Sunderland                               | 43                                       |
| 1929/30   | Vic Watson                               | West Ham United                          | 41                                       |
| 1930/31   | Tom Waring                               | Aston Villa                              | 49                                       |
| 1931/32   | Dixie Dean                               | Everton                                  | 44                                       |
| 1932/33   | Jack Bowers                              | Derby County                             | 35                                       |
| 1933/34   | Jack Bowers                              | Derby County                             | 34                                       |
| 1934/35   | Ted Drake                                | Arsenal                                  | 42                                       |
| 1935/36   | W. G. Richardson                         | West Bromwich Albion                     | 39                                       |
| 1936/37   | Freddie Steele                           | Stoke City                               | 33                                       |
| 1937/38   | Tommy Lawton                             | Everton                                  | 28                                       |
| 1938/39   | Tommy Lawton                             | Everton                                  | 35                                       |
| 1939/40   | Suspendido por la Segunda Guerra Mundial | Suspendido por la Segunda Guerra Mundial | Suspendido por la Segunda Guerra Mundial |
| 1940/41   | Suspendido por la Segunda Guerra Mundial | Suspendido por la Segunda Guerra Mundial | Suspendido por la Segunda Guerra Mundial |
| 1941/42   | Suspendido por la Segunda Guerra Mundial | Suspendido por la Segunda Guerra Mundial | Suspendido por la Segunda Guerra Mundial |
| 1942/43   | Suspendido por la Segunda Guerra Mundial | Suspendido por la Segunda Guerra Mundial | Suspendido por la Segunda Guerra Mundial |
| 1943/44   | Suspendido por la Segunda Guerra Mundial | Suspendido por la Segunda Guerra Mundial | Suspendido por la Segunda Guerra Mundial |
| 1944/45   | Suspendido por la Segunda Guerra Mundial | Suspendido por la Segunda Guerra Mundial | Suspendido por la Segunda Guerra Mundial |
| 1945/46   | Suspendido por la Segunda Guerra Mundial | Suspendido por la Segunda Guerra Mundial | Suspendido por la Segunda Guerra Mundial |
| 1946/47   | Dennis Westcott                          | Wolverhampton Wanderers                  | 37                                       |
| 1947/48   | Ronnie Rooke                             | Arsenal                                  | 33                                       |
| 1948/49   | Willie Moir                              | Bolton Wanderers                         | 25                                       |
| 1949/50   | Dickie Davis                             | Sunderland                               | 25                                       |
| 1950/51   | Stan Mortensen                           | Blackpool                                | 30                                       |
| 1951/52   | George Robledo                           | Newcastle United                         | 33                                       |
| 1952/53   | Charlie Wayman                           | Preston North End                        | 27                                       |
| 1953/54   | Jimmy Glazzard                           | Huddersfield Town                        | 29                                       |
| 1954/55   | Ronnie Allen                             | West Bromwich Albion                     | 27                                       |
| 1955/56   | Nat Lofthouse                            | Bolton Wanderers                         | 33                                       |
| 1956/57   | John Charles                             | Leeds United                             | 38                                       |
| 1957/58   | Bobby Smith                              | Tottenham Hotspur                        | 36                                       |
| 1958/59   | Jimmy Greaves                            | Chelsea                                  | 33                                       |
| 1959/60   | Dennis Viollet                           | Manchester United                        | 32                                       |
| 1960/61   | Jimmy Greaves                            | Chelsea                                  | 41                                       |
| 1961/62   | Ray Crawford Derek Kevan                 | Ipswich Town West Bromwich Albion        | 33                                       |
| 1962/63   | Jimmy Greaves                            | Tottenham Hotspur                        | 37                                       |
| 1963/64   | Jimmy Greaves                            | Tottenham Hotspur                        | 35                                       |
| 1964/65   | Andy McEvoy Jimmy Greaves                | Blackburn Rovers Tottenham Hotspur       | 29                                       |
| 1965/66   | Willie Irvine                            | Burnley                                  | 29                                       |
| 1966/67   | Ron Davies                               | Southampton                              | 37                                       |
| 1967/68   | George Best Ron Davies                   | Manchester United Southampton            | 28                                       |
| 1968/69   | Jimmy Greaves                            | Tottenham Hotspur                        | 27                                       |
| 1969/70   | Jeff Astle                               | West Bromwich Albion                     | 25                                       |
| 1970/71   | Tony Brown                               | West Bromwich Albion                     | 28                                       |
| 1971/72   | Francis Lee                              | Manchester City                          | 33                                       |
| 1972/73   | Pop Robson                               | West Ham United                          | 28                                       |
| 1973/74   | Mick Channon                             | Southampton                              | 21                                       |
| 1974/75   | Malcolm Macdonald                        | Newcastle United                         | 21                                       |
| 1975/76   | Ted MacDougall                           | Norwich City                             | 23                                       |
| 1976/77   | Malcolm Macdonald Andy Gray              | Arsenal Aston Villa                      | 25                                       |
| 1977/78   | Bob Latchford                            | Everton                                  | 30                                       |
| 1978/79   | Frank Worthington                        | Bolton Wanderers                         | 24                                       |
| 1979/80   | Phil Boyer                               | Southampton                              | 23                                       |
| 1980/81   | Peter Withe Steve Archibald              | Aston Villa Tottenham Hotspur            | 20                                       |
| 1981/82   | Kevin Keegan                             | Southampton                              | 26                                       |
| 1982/83   | Luther Blissett                          | Watford                                  | 27                                       |
| 1983/84   | Ian Rush                                 | Liverpool                                | 32                                       |
| 1984/85   | Kerry Dixon Gary Lineker                 | Chelsea Leicester City                   | 24                                       |
| 1985/86   | Gary Lineker                             | Everton                                  | 30                                       |
| 1986/87   | Clive Allen                              | Tottenham Hotspur                        | 33                                       |
| 1987/88   | John Aldridge                            | Liverpool                                | 26                                       |
| 1988/89   | Alan Smith                               | Arsenal                                  | 23                                       |
| 1989/90   | Gary Lineker                             | Tottenham Hotspur                        | 24                                       |
| 1990/91   | Alan Smith                               | Arsenal                                  | 22                                       |
| 1991/92   | Ian Wright                               | Crystal Palace Arsenal                   | 29                                       |

### Como segunda categoría
| Temporada | Máximo goleador      | Club                 | Goles |
| --------- | -------------------- | -------------------- | ----- |
| 1992/93   | Guy Whittingham      | Portsmouth           | 42    |
| 1993/94   | John McGinlay        | Bolton Wanderers     | 25    |
| 1994/95   | John Aldridge        | Tranmere Rovers      | 24    |
| 1995/96   | John Aldridge        | Tranmere Rovers      | 27    |
| 1996/97   | John McGinlay        | Bolton Wanderers     | 24    |
| 1997/98   | Pierre van Hooijdonk | Nottingham Forest    | 29    |
| 1998/99   | Lee Hughes           | West Bromwich Albion | 31    |
| 1999/00   | Andy Hunt            | Charlton Athletic    | 24    |
| 2000/01   | Louis Saha           | Fulham               | 27    |
| 2001/02   | Shaun Goater         | Manchester City      | 28    |
| 2002/03   | Svetoslav Todorov    | Crystal Palace       | 26    |
| 2003/04   | Andy Johnson         | Crystal Palace       | 28    |

## Clasificación histórica
La tabla recoge los datos de la temporada 1888/89 hasta la 1991/92. Se computa cada victoria por 3 puntos.
| Pos. | Club                 | Años | PJ    | PG    | PE  | PP    | GF    | GC    | Puntos |
| ---- | -------------------- | ---- | ----- | ----- | --- | ----- | ----- | ----- | ------ |
| 1.º  | Everton              | 89   | 3.480 | 1.460 | 839 | 1.181 | 5.670 | 4.945 | 5.219  |
| 2.º  | Liverpool            | 77   | 3.096 | 1.407 | 769 | 920   | 5.094 | 3.956 | 4.990  |
| 3.º  | Arsenal              | 75   | 3.096 | 1.321 | 797 | 978   | 5.022 | 4.177 | 4.760  |
| 4.º  | Aston Villa          | 81   | 3.146 | 1.327 | 693 | 1.126 | 5.491 | 4.891 | 4.674  |
| 5.º  | Manchester United    | 67   | 2.740 | 1.162 | 704 | 874   | 4.523 | 3.875 | 4.189  |
| 6.º  | Sunderland           | 70   | 2.732 | 1.107 | 621 | 1.004 | 4.531 | 4.217 | 3.940  |
| 7.º  | Manchester City      | 68   | 2.772 | 1.061 | 677 | 1.034 | 4.317 | 4.242 | 3.860  |
| 8.º  | West Bromwich Albion | 68   | 2.652 | 988   | 637 | 1.027 | 4.134 | 4.224 | 3.601  |
| 9.º  | Newcastle United     | 63   | 2.544 | 991   | 606 | 947   | 3.955 | 3.774 | 3.579  |
| 10.º | Tottenham Hotspur    | 57   | 2.356 | 964   | 563 | 829   | 3.812 | 3.441 | 3.455  |